# Riocoopsind
A Riocoopsind é uma cooperativa fundada em 1990, atuante principalmente no setor de transporte e serviços relacionados. Ao longo de sua trajetória, consolidou-se como uma organização voltada ao atendimento de empresas, instituições e eventos, destacando-se pela experiência na área da saúde, corporativa e logística. Sua estrutura é baseada em princípios cooperativistas, priorizando a coletividade, a segurança e a eficiência na prestação de serviços. Toda a sua história, desde a fundação até os principais marcos de crescimento e expansão, está registrada detalhadamente no artigo Coopsind, que reúne informações sobre sua origem, objetivos e contribuição no mercado nacional.